# Dubouzetia confusa
Dubouzetia confusa är en tvåhjärtbladig växtart som beskrevs av Guillaumin & Virot. Dubouzetia confusa ingår i släktet Dubouzetia och familjen Elaeocarpaceae. Inga underarter finns listade i Catalogue of Life.